# Hungry Ghost
Hungry Ghost est le troisième album studio du groupe de rock alternatif australien Violent Soho. Il est sorti sur le label I Oh You Records en septembre 2013.

## Contexte

### Genèse
En juillet 2013, le groupe annonce via sa page Facebook que leur album suivant sortira le 6 septembre 2013 sur le label I Oh You. Un clip pour le morceau In the Aisle est sorti le 16 juillet 2013, suivi du clip de Covered in Chrome, tourné dans la maison du bassiste (Luke Henery) filmé en un plan-séquence. 

### Titre
Selon le leader du groupe, Luke Beardham, le titre de l'album et la chanson du même nom, font référence au bouddhisme chinois. Ils sont tirés du livre Culture Jam de l'activiste canadien Kalle Lasna et évoquent allégoriquement une personne qui, dans un effort pour satisfaire son désir, se perd. Boredam a également déclaré que Hungry Ghost « traitait du squelette spirituel que nous sommes devenus à cause de cette réalité nourrie à la petite cuillère ».

## Réalisation
L'écriture de l'album a été longue, s'étalant sur 4 ans. Les influences sont très grunge, et punk. L'album est produit par Moorhead et mixé par John Agnello, il sort en Australie fin 2013 sur le label I Oh You Records. Puis le groupe signe un contrat avec Side One Dummy Records pour une sortie aux États-Unis. La version américaine contient en supplément le titre « Tinderbox ».

## Réception
Les critiques sont globalement positives,,,,,, et parfois plus mitigées. À la fin juin 2014, le New Noise Magazine annonce que l'album Hungry Ghost a atteint la sixième position dans le classement mensuel Australien. Vient ensuite la confirmation qu'un contrat est signé avec SideOneDummy Records en vue de la sortie américaine de l'album. En septembre 2014, Hungry Ghost dépasse 30 000 albums vendus en Australie.

## Liste des pistes
Toute la musique est composée par Violent Soho.
| Hungry Ghost track listing | Hungry Ghost track listing | Hungry Ghost track listing | Hungry Ghost track listing | Hungry Ghost track listing | Hungry Ghost track listing | Hungry Ghost track listing | Hungry Ghost track listing | Hungry Ghost track listing | Hungry Ghost track listing |
| No                         | Titre                      | Durée                      |                            |                            |                            |                            |                            |                            |                            |
| -------------------------- | -------------------------- | -------------------------- | -------------------------- | -------------------------- | -------------------------- | -------------------------- | -------------------------- | -------------------------- | -------------------------- |
| 1.                         | Dope Calypso               | 5:06                       |                            |                            |                            |                            |                            |                            |                            |
| 2.                         | Lowbrow                    | 3:33                       |                            |                            |                            |                            |                            |                            |                            |
| 3.                         | Covered in Chrome          | 3:35                       |                            |                            |                            |                            |                            |                            |                            |
| 4.                         | Saramona Said              | 4:02                       |                            |                            |                            |                            |                            |                            |                            |
| 5.                         | In the Aisle               | 3:44                       |                            |                            |                            |                            |                            |                            |                            |
| 6.                         | OK Cathedral               | 4:46                       |                            |                            |                            |                            |                            |                            |                            |
| 7.                         | Fur Eyes                   | 4:35                       |                            |                            |                            |                            |                            |                            |                            |
| 8.                         | Gold Coast                 | 3:03                       |                            |                            |                            |                            |                            |                            |                            |
| 9.                         | Liars                      | 3:44                       |                            |                            |                            |                            |                            |                            |                            |
| 10.                        | Eightfold                  | 4:06                       |                            |                            |                            |                            |                            |                            |                            |
| 11.                        | Hungry Ghost               | 4:17                       |                            |                            |                            |                            |                            |                            |                            |
| 44:12                      |                            |                            |                            |                            |                            |                            |                            |                            |                            |

| 12. | Dope Calypso (Live at Splendour in the Grass)        |  |
| 13. | In the Aisle (Live at Splendour in the Grass)        |  |
| 14. | Neighbour Neighbour (Live at Splendour in the Grass) |  |
| 15. | Saramona Said (Live at Mansfield Tavern)             |  |
| 16. | Fur Eyes (Live at Splendour in the Grass)            |  |
| 17. | Covered in Chrome (Live at Mansfield Tavern)         |  |
| 18. | Follow Me Here (Demo)                                |  |
| 19. | Domestic La La                                       |  |
| 20. | Home Haircut                                         |  |

## Personnel
Violent Soho
- Luke Boerdam – chant, guitares rythmiques
- James Tidswell – guitares solo
- Luke Henery – guitares basses, chœurs
- Michael Richards – batterie, percussions

## Distinctions
L'album est nommé en 2014 pour le prix ARIA, dans plusieurs catégories : Meilleur groupe, Meilleure sortie indépendante, Meilleure vidéo. 